# Frea flavosparsa
Frea flavosparsa är en skalbaggsart som beskrevs av Aurivillius 1914. Frea flavosparsa ingår i släktet Frea och familjen långhorningar. Inga underarter finns listade i Catalogue of Life.